# George Murray (General)

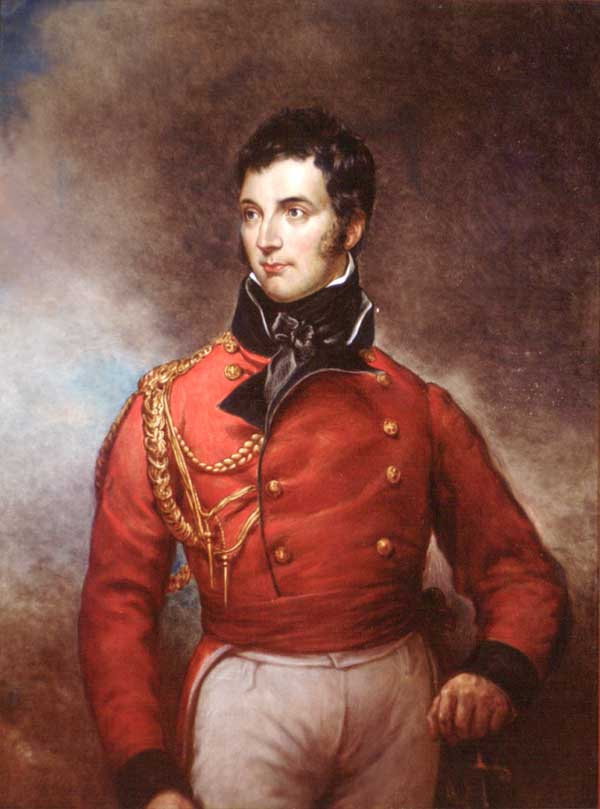
Sir George Murray

Sir George Murray, GCB, GCH, PC (* 6. Februar 1772 in Ochtertyre House bei Crieff in Perthshire; † 28. Juli 1846 in London) war General, Politiker, Generalquartiermeister, Kriegs- und Kolonialminister.

## Frühes Leben
Er war der zweite Sohn von Sir William Murray, 5. Baronet (of Ochtertyre in the County of Perth), und Lady Augusta Mackenzie, der jüngsten Tochter von George Mackenzie, 3. Earl of Cromartie. Er wurde an der Edinburgh High School und der University of Edinburgh ausgebildet.

## Militär- und Politikerlaufbahn
Im März 1789 trat er als Ensign des 71st Regiment of Foot in die British Army ein. Er wechselte bald zum 34th Regiment of Foot und 1790 weiter zum 3rd Regiment of Foot Guards. 1794 stieg er zum Lieutenant und Captain und 1799 zum Lieutenant-Colonel auf. Während der Koalitionskriege diente er von 1793 bis 1794 in Flandern und von 1795 bis 1796 in Westindien, 1801 war er in Ägypten im aktiven Dienst und später Generalquartiermeister in Portugal, Spanien und Irland, unter anderem während der Feldzüge auf der Iberischen Halbinsel. 1809 wurde er Colonel und Major-General. Am 11. September 1813 wurde er als Knight Companion des Order of the Bath geadelt.
1814 erhielt Murray einen Posten als Vizegouverneur der Provinz Oberkanada und anschließend war er in Flandern Generalstabschef bis 1818. Am 2. Januar 1815 wurde er zum Knight Grand Cross des Order of the Bath erhoben und 1816 zum Knight Grand Cross des Royal Guelphic Order geschlagen. Von 1817 bis 1823 hatte er das Amt des Colonel des 72nd Regiment of Foot inne und von 1819 bis 1824 war er Gouverneur des Royal Military College Sandhurst. Von 1823 bis 1843 amtierte er als Colonel des 42nd (Royal Highland) Regiment of Foot.
1823 wurde er als Abgeordneter für Perthshire ins House of Commons des britischen Parlaments gewählt. 1825 zum Lieutenant-General befördert, war er von 1825 bis 1828 Oberbefehlshaber in Irland. Vom Mai 1828 bis zum November 1830 war er Kriegs- und Kolonialminister im Kabinett des Duke of Wellington, wo er Thomas Peel erlaubte, die Swan River Colony mit privaten Geldmitteln zu gründen, was allerdings scheiterte. Durch seine Initiative mit dem späteren Gouverneur James Stirling kam es zur Gründung von Western Australia, wohin er nicht nur Sträflinge, sondern auch freie Siedler entsandte. 1832 verlor er seinen Abgeordnetensitz, gewann ihn aber in der Wahl 1834 wieder zurück und verlor ihn schließlich bei der Wahl 1835 endgültig. Im November 1841 wurde er zum General befördert. 1843 erhielt er das Amt des Colonel des 1st (Royal) Regiment of Foot, dass er bis zu seinem Tod, 1846, innehatte.

## Sonstiges
Aus seiner 1826 geschlossenen Ehe mit Lady Louisa Paget (um 1781–1842), Tochter des Henry Paget, 1. Earl of Uxbridge und Witwe des Sir James Erskine, 3. Baronet, hinterließ er eine Tochter, Louisa Murray, die Henry George Boyce († 1848), einen Offizier der 2nd Life Guards heiratete.
Seit 1824 war Murray Fellow der Royal Society. Von 1833 bis 1835 war er Präsident der Royal Geographical Society.
Nach ihm sind zwei Flüsse (Murray River in Western Australia und der Murray River in Südostaustralien) und der Mount Murray in Australien benannt. Die Stadt Perth in Australien wurde nach seinem Wahlbezirk Perthshire benannt.